# منتخب بلغاريا لكأس فيد
منتخب بلغاريا لكأس فيد (بالبلغارية: Отбор на България за Фед Къп)‏ هو ممثل بلغاريا الرسمي في كرة المضرب في كأس فيد.